# Hymeniacidon rigida
Hymeniacidon rigida är en svampdjursart som beskrevs av Arthur Dendy 1897. Hymeniacidon rigida ingår i släktet Hymeniacidon och familjen Halichondriidae. Inga underarter finns listade i Catalogue of Life.